# Amt Rindern
Das Amt Rindern war bis 1969 ein Amt im Kreis Kleve in Nordrhein-Westfalen. Es ging aus der Bürgermeisterei Keeken und teilweise aus der Bürgermeisterei Niel hervor. Sein Gebiet gehört heute zur Stadt Kleve und zur Gemeinde Kranenburg im Kreis Kleve.

## Bürgermeistereien Keeken und Niel
Der Raum Kleve gehörte vor der Franzosenzeit zum Herzogtum Kleve, das seit dem 17. Jahrhundert zu Preußen gehörte. Von 1798 bis 1814 stand der linke Niederrhein unter französischer Herrschaft. Während dieser Zeit wurden nach französischem Vorbild unter anderem die Mairien Keeken im Kanton Kleve sowie Niel im Kanton Kranenburg des Arrondissements Kleve im Rur-Departement eingerichtet. Nachdem 1814 das Gebiet des Herzogtums Kleve wieder an Preußen gefallen war, wurden die beiden Mairien zu den preußischen Bürgermeistereien Keeken und Niel, die 1816 zum neuen Kreis Kleve in der Provinz Jülich-Kleve-Berg, der späteren Rheinprovinz kamen.
Die Bürgermeisterei Keeken umfasste die Gemeinden Keeken und Rindern, während die Bürgermeisterei Niel aus den Gemeinden Mehr, Niel, Wyler und Zyfflich bestand.
Am Ende des Jahres 1927 wurde die Bezeichnung aller rheinischen Landbürgermeistereien in „Amt“ geändert. Die beiden Bürgermeistereien hießen seitdem Amt Keeken und Amt Niel.

## Amt Rindern
Nach dem Ende des Zweiten Weltkriegs wurden 1945 die Verwaltungsstrukturen im Kreis Kleve durch die britischen Besatzungsbehörden geändert Dabei wurde das Amt Niel aufgelöst und aus dem Amt Keeken wurde das Amt Rindern. Aus dem aufgelösten Amt Niel kamen die Gemeinden Mehr und Niel zum Amt Rindern, während Wyler und Zyfflich zum Amt Kranenburg kamen. Zum Amt Rindern kamen außerdem die Gemeinde Donsbrüggen aus dem aufgelösten Amt Materborn und die Gemeinde Wardhausen aus dem Amt Griethausen. Das Amt Rindern umfasste damit sechs Gemeinden:
- Donsbrüggen
- Keeken
- Mehr
- Niel
- Rindern
- Wardhausen

Am 1. Juli 1969 wurde das Amt Rindern durch das Gesetz zur Neugliederung des Landkreises Kleve aufgelöst. Mehr und Niel kamen zur Gemeinde Kranenburg, während Donsbrüggen, Keeken, Rindern und Wardhausen Teil der Stadt Kleve wurden.

## Einwohnerentwicklung
| Jahr | Bm. Keeken  | Bm. Niel | Quelle |
| ---- | ----------- | -------- | ------ |
| 1828 | 1528        | 1818     | [ 6 ]  |
| 1871 | 1902        | 1796     | [ 7 ]  |
| 1885 | 2002        | 1821     | [ 8 ]  |
| 1895 | 2146        | 1793     | [ 9 ]  |
| 1910 | 2243        | 1821     | [ 10 ] |
| 1933 | 2577        | 1972     | [ 11 ] |
| 1939 | 2643        | 1908     | [ 11 ] |
|      | Amt Rindern |          |        |
| 1950 | 5374        | 5374     | [ 12 ] |
| 1961 | 5025        | 5025     | [ 13 ] |